# بنية اجتماعية

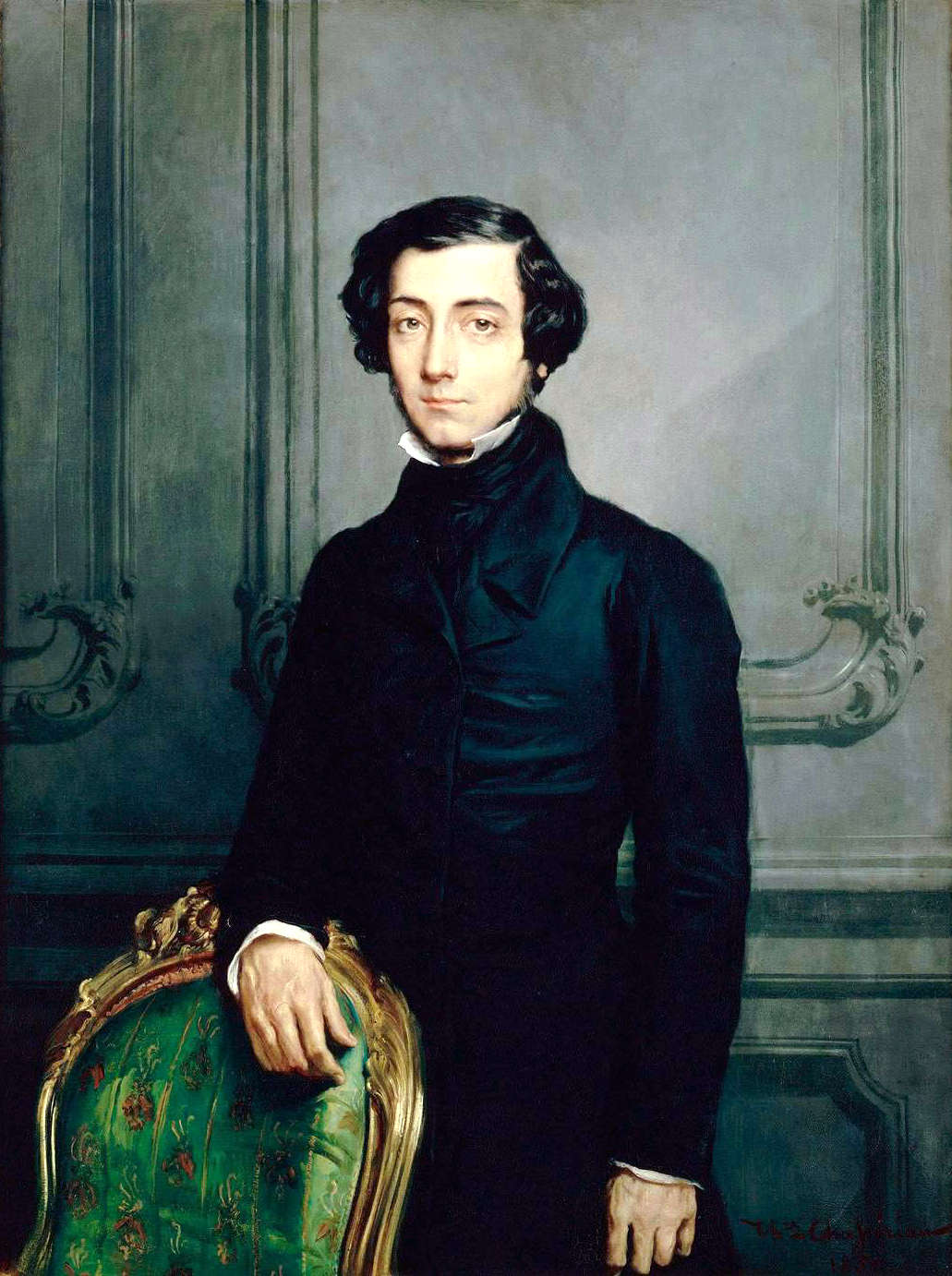

البنية الاجتماعية أو الهيكل الاجتماعي أو بناء اجتماعي (بالإنجليزية: social structure)‏هو الإطار التنظيمي العام الذي يندرج تحته كافة أوجه السلوك الإنساني في مجتمع ما ويتضمن مجموعة النظم الاجتماعية ذات القواعد السلوكية المستقرة التي تحكم الأنشطة الإنسانية المتعددة في مجتمع ما.. وبمعنى آخر يمكن تعريف البنية الاجتماعية بأنه مجموعة الأطر التنظيمية التي تنتظم في إطارها كافة العلاقات الإنسانية، سواء تلك العلاقات البينية بين الأفراد أو الأشخاص داخل مجتمع ما، أو تلك العلاقات التبادلية بين الأفراد في مجتمع ما وغيره من المجتمعات،
ويمكن القول البنية الاجتماعية هو النظام الاجتماعي العام، وهو عبارة عن مجموعة النظم الاجتماعية الرئيسية والفرعية داخل المحيط البيئي لأي مجتمع.
ومفهوم البنية الاجتماعية بما يتضمنه من نظم اجتماعية رئيسية وفرعية- هو مفهوم يرتبط بالسلوك الإنساني أو بتلك الظواهر التي تتأثر بالسلوك الإنساني. والنظم الاجتماعية التي تشكل في مجملها البنية الاجتماعية هي في حد ذاتها عبارة عن مجموعة مترابطة من الظواهر الاجتماعية المرتبطة بالسلوك الإنساني، وتتحدد طبيعة كل نظام اجتماعي بموجب هذا الترابط بين مجموعة الظواهر الاجتماعية المتعلقة بناحية معينة من السلوك الإنساني التي تميز كل نظام اجتماعي عن النظام الآخر.
كما يطلق مصطلح النظام الاجتماعي على أي من الأنشطة والتفاعلات الإنسانية النمطية والمستقرة. وعبر الترابط بين الظواهر الاجتماعية المتسقة ينشأ النظام الاجتماعي. ثم عبر الترابط بين النظم الاجتماعية ينشأ البنية الاجتماعية.
ويرتبط النظام الاجتماعي بأحد أنماط السلوك الإنساني المقنن والذي من خلاله تتولد مجموعة من الظواهر السلوكية المترابطة. وإذا كان البنية الاجتماعية يعني بمجمل أنماط وأنساق السلوك الإنساني داخل المجتمع- فإن النظام الاجتماعي يعني بنوع واحد أو بنمط محدد من هذا السلوك.

## مفهوم النظم الاجتماعية
النظام الاجتماعي بمفهومه الوظيفي هو مجموعة من الأنماط السلوكية التي تحدث بصورة منتظمة داخل المجتمع، ويرمي كل نمط من تلك الأنماط إلى تحقيق هدف محدد بذاته، وبموجب هذا الاطراد من السلوك النمطي تحدث حالة من التقنين للسلوك الاجتماعي بما يتفق ويتوائم مع حاجة الفرد والمجتمع.

## مما يتكون البنية الاجتماعية
يتكون البنية الاجتماعية من مجموعة من الأنساق الاجتماعية- هي بمثابة نظم اجتماعية رئيسية يندرج تحت كل نسق أو نظام اجتماعي رئيسي مجموعة من النظم السياسية الفرعية.
والنظم الاجتماعية الرئيسية هي: نظام عائلة أو قرابة، نظام سياسي، نظام معتقدات، نظام اقتصادي، نظام ثقافي.... الخ، وتتألف النظم الاجتماعية الرئيسية بدورها من مجموعة نظم فرعية.

## تاريخ البنية الاجتماعية
أحيت الدراسة المبكرة للبناء الاجتماعي دراسة كل من المؤسسات الاجتماعية والثقافة والإدارة والتفاعل الاجتماعي والتاريخ. تبيّن أنّ ألكسيس دو توكفيل هو أول من استخدم مصطلح البنية الاجتماعية، وساهم لاحقًا كل من كارل ماركس وهربرت سبنسر وماكس فيبر وفرديناند تونيز وإميل دوركايم في وضع المفاهيم البنيوية في علم الاجتماع.
تحرى فيبر مؤسسات المجتمع الحديث وحلّلها: كالسوق والبيروقراطية (الشركات الخاصة والإدارة العامة) بالإضافة إلى السياسة (كالديموقراطية).
قدّم كارل ماركس أحد أقدم المقاربات للبناء الاجتماعي وأكثرها شموليةً، والذي نسب الحياة السياسية والثقافية والدينية إلى نمط الإنتاج (وهو بناء اقتصادي أساسي). جادل ماركس في أن البنية التحتية الاقتصادية تحدّد جوهريًّا البنية الفوقية للمجتمع.
فيما تقترح التفسيرات الماركسية اللاحقة كتلك التي عند لويس ألتوسير علاقة أكثر تعقيدًا مؤكّدةً الاستقلالية النسبية للمؤسسات الثقافية والسياسية، وحدّها بشكل عام بالعوامل الاقتصادية فقط في الفترة الأخيرة.
في عام 1905، قام عالم النفس الألماني فرديناند تونيز بنشر دراسته «القضايا الحالية في البنية الاجتماعية» لأول مرة في الولايات المتحدة الأمريكية، يناقش فيها أنّ «البنية الاجتماعية» يتشكّل فقط من خلا توحيد الغالبية في نظام اجتماعي (بانيًا هذه المقاربة على مفهومه عن الإرادة الاجتماعية).
قدّم إميل دوركايم (بالاعتماد على التشابه بين النظم البيولوجية والاجتماعية التي عمّمها هربرت سبنسر وآخرون) فكرة أن المؤسسات والممارسات الاجتماعية المتعدّدة لعبت دورًا في تأكيد التكامل الفعال للمجتمع من خلال جمع الأدوار المتعددة في وحدة كليّة ذاتية التجدّد.
وفي هذا السياق، ميّز دوركايم نمطين للعلاقة البنيوية: التضامن الميكانيكي والتضامن العضوي. يصف النمط الأول البنى التي توحّد الأجزاء المتماثلة من خلال الثقافة المشتركة، أما النمط الآخر فيصف الأجزاء المختلفة المترابطة من خلال التبادل الاجتماعي والاعتماد المادي المتبادل.
وبمثل ما قام به ماكس فيبر ولكن على صعيد أعم، طوّر جورج سيمل مقاربة واسعة النطاق وفّرت الملاحظات والرؤى حول السيطرة والتبعية والمنافسة وتقسيم الأعمال وتشكيل الأحزاب والتمثيل والتضامن الداخلي مترافقةً مع الانفتاح على الخارج بالإضافة إلى العديد من الميزات الأخرى المماثلة في الدولة وفي المجتمع الديني وفي الشركات الاقتصادية وفي مدرسة الفنون وضمن العائلة والقرابات (على الرغم من تباين المصالح التي تسمو بهذه الشراكات، فإن الأشكال التي تدرك فيها هذه الاهتمامات قد لا تكون متطابقة بعد).
تمّ تطوير تصوّر للبناء الاجتماعي بشكل كبير في القرن العشرين، بمساهمات رئيسة من المنظورات البنيوية التي تستند إلى نظريات كلود ليفي ستروس والمنظورات النسوية أو الماركسية ومن وجهات نظر وظيفية كتلك التي طوّرها تالكوت بارسونز ومتبعوه، أو من منظورات تحليلية مختلفة.
يتّبع البعض نهج ماركس في محاولة تعريف الأبعاد الأساسية للمجتمع التي تفسّر الأبعاد الأخرى، والتي تركّز على الإنتاج الاقتصادي أو السلطة السياسية. فيما يتّبع البعض الآخر ليفي ستروس في السعي لإيجاد ترتيب منطقي في البنى الثقافية. بينما يتّبع آخرون سيمل، مثل بيتر بلو، في محاولة تأسيس نظرية رسمية للبناء الاجتماعي على أنماط رقمية في العلاقات، مع تحليل الطرق التي تشكّل بها عوامل مثل حجم المجموعة تقولب العلاقات بين المجموعات.

## تعاريف ومصطلحات
كما ذكر أعلاه، فإن البنية الاجتماعية قد عرّف كـ:
- علاقة الكيانات أو المجموعات المحدّدة ببعضها البعض.
- النماذج الدائمة من سلوك المشاركين تجاه بعضهم في نظام اجتماعي.
- القواعد المؤسسية أو الأطر المعرفية التي تنظم أعمال الجهات الفاعلة في النظام الاجتماعي.

كما يمكن تقسيم البنية الاجتماعية إلى بناء دقيق وبناء ضخم.
فالبناء الدقيق أو الصغير هو نموذج العلاقات بين العناصر الأبسط في الحياة الاجتماعية والتي لا يمكن تقسيمها إلى بنى أصغر ولا تكوّن بنية اجتماعية بمفردها (على سبيل المثال، نمط العلاقات بين الأفراد في مجموعة، حيث أن الأفراد لا يشكّلون بناء اجتماعياً، أو بنية المنظمات كنمط من العلاقات بين المراكز الاجتماعية أو الأدوار الاجتماعية، حيث أن هذه المراكز والأدوار الاجتماعية لا تشكل بنى بمفردها.)
بينما البناء الضخم هو نمط بناء من الدرجة الثانية، وهو نموذج للعلاقات بين الأشياء التي لها بناؤها الخاص (على سبيل المثال، البنية الاجتماعية السياسي بين الأحزاب السياسية، حيث أن هذه الأحزاب لها بناؤها الاجتماعي الخاص.)
يميّز علماء الاجتماع المعاصرون بعض هذه البنى الاجتماعية مثل بنى القرابة (في بنى العائلة أو القبائل الأكبر ذات الطابع العائلي)، وبنى التواصل (كيف يتم تمرير المعلومات في المنظمات) وبنى القياسات الاجتماعية (بنى التعاطف والكراهية واللامبالاة في المنظمات).
كما ميّز علماء الاجتماع بين:
- البناء المعياري: نموذج العلاقات في البناء المعطى (المنظمة مثلًا) بين المعايير الاجتماعية وطرق تعامل الأشخاص المنتمين لمواقع اجتماعية متباينة.
- البناء النموذجي: نمط العلاقات بين المعتقدات ورؤى الأشخاص من المواقع الاجتماعية المتباينة.
- بناء الفائدة: نمط العلاقات بين أهداف ورغبات الأشخاص من مواقع اجتماعية متباينة.
- البناء التفاعلي: أطر تواصل الأشخاص من المواقع الاجتماعية المتباينة.

## المصدر
د.جمال سلامة علي: كتاب " النظام السياسي والبناء الاجتماعي.. النموذج الواقعي لتحليل النظم السياسية " الناشر دار النهضة العربية، 2006